# Call of Duty 2
Call of Duty 2 ist ein Ego-Shooter, der von Infinity Ward entwickelt und 2005 von Activision veröffentlicht wurde. Es ist der zweite Haupttitel innerhalb der Call-of-Duty-Spieleserie. Das Spiel erschien initial für Microsoft Windows und mit der Veröffentlichung der Xbox 360 Konsole. Aspyr Media portierte das Spiel 2006 auf Mac OS X.

## Technik
Erstmals wurde auf eine hauseigene Grafik-Engine namens IW (Infinity Ward) Engine auf der Basis von id Tech 3 gesetzt. Diese lag sogar bereits intern in Version 2.0 vor. Das Spiel ließ sich sowohl mit DirectX 7 als auch 9 spielen. Die Grafik erlaubte weiche Rauchkanten, zahlreiche Schatteneffekte und dynamische Lichter. Mit Patch 1.2 wurde Unterstützung für PunkBuster hinzugefügt.

## Entwicklung
Das Spiel wurde von 75 Entwicklern innerhalb von 2 Jahren fertiggestellt. Das Budget betrug 14,5 Millionen US-Dollar, wobei 8 Prozent des Etats auf die Sprachaufnahmen entfielen. Das Spiel war als erstes Spiel überhaupt für die Xbox 360 produktionsreif. Auf branchenübliche Wochenendarbeit konnte komplett verzichtet werden.

## Spielprinzip
Im Einzelspielermodus kämpft der Spieler durch drei voneinander unabhängige Kampagnen in linear aufgebauten Levels. Dabei verzichtet das Spiel auf die genretypische Anzeige der verbleibenden Trefferpunkte. Stattdessen werden Treffer durch Aufblitzen des Monitors angezeigt. Der Charakter fängt an schwer zu atmen, der Puls erklingt laut und die Sicht wird vernebelt, wenn er schwer verletzt wird. In Deckung ohne weiteren Feindbeschuss regeneriert der Spieler. Bei Friendly Fire wird das Spiel mit game over beendet. Geschossen wird über Kimme und Korn und bei Scharfschützengewehren kann per Tastendruck kurz die Luft angehalten werden, um präziser zu schießen. Gegner respawnen häufig so lange, bis der Spieler ausreichend weit nach vorne gestürmt ist.
Im Mehrspielermodus existieren neben Deathmatch, Team-Deathmatch und Capture-the-flag auch der Spielmodus Hauptquartier (Positionen besetzen und halten) ähnlich Battlefield 1942 sowie Suchen und Zerstören (Bombe legen beziehungsweise entschärfen) ähnlich Counter-Strike. Die Karten verarbeiten die Szenarien El-Alamein (Ägypten), Toujane (Tunesien) und Stalingrad aus dem Einzelspieler erneut. Dazu kommen noch klassische Karten aus dem Vorgänger Call of Duty, die neu aufgelegt wurden. Neu ist die Abschusskamera, die gegnerische Aktion zeigt, die zum Frag führten. Bis zu 32 Spieler können im Netzwerk gegeneinander antreten.

## Handlung
Der Spieler schlüpft in die Rolle von vier Soldaten aus drei Ländern in einer Gruppe gegen die Deutschen in den Kriegsjahren 1941 bis 1945. Als junger russischer Gefreiter Vasili Ivanovich Koslov beginnt der Spieler mit einer Grundausbildung in Moskau. Im ersten Gefecht erobert der Spieler im Häuserkampf Stalingrad zurück. Mit dem britischen Sergeant John Davis geht es anschließend auf den afrikanischen Kontinent nach El-Alamein und Libyen in eine Panzerschlacht der 7. Panzerdivision, nach Tunesien und zurück ins französische Caen. Zwischendurch wird vom Spieler als britischer Panzerkommandant David Welsh in zwei Missionen die Steuerung eines Crusader-Panzers gegen die Afrikakorps in der libyschen Wüste nahe Tripolis übernommen. Das Ende bestreitet man mit dem Amerikaner Corporal Bill Taylor des 2. US-Rangerbataillon zum D-Day an den Klippen von Pointe du Hoc. Anschließend schlägt man sich bis Bergsteiner Burgberg durch, um den Westwall anzugreifen und überquert den Rhein.

## Rezeption
Die Schusswechsel seien intensiv und spannend inszeniert. Die künstliche Intelligenz zeige nur wenige Aussetzer. Die Grafik-Engine stelle weitreichende Landschaften, spektakuläre Explosionen und detaillierte Soldatengesichter dar. Eine Identifikation mit den Spielfiguren fände nicht statt, da deren Hintergrundgeschichte nicht weiter beleuchtet werde. Spielerisch sei Call of Duty 2 gehaltvoll und Handlungsfreiheit werde gut vorgetäuscht. Die Inszenierung erinnere an einen Spielfilm. Eine freie Speicherfunktion fehle. Geräuschkulisse, Grafik und Scripting sei hervorragend. Jedoch werde der Zweite Weltkrieg völlig unkritisch und unreflektiert abgehandelt. Der Krieg sei im Spiel fantastisch in Szene gesetzt. Der Ton sei beklemmend, jedoch werde der Spieler durch die permanente Regeneration der Lebensenergie eher an Arcade-Shooter erinnert. Das Gameplay ähnele dem Vorgänger sehr stark. Es sei der beste Zweiter-Weltkriegs-Shooter seiner Zeit.
In den Vereinigten Staaten entwickelte sich Call of Duty 2 zum meistverkauften Spiel der Xbox 360.